# Remedios (Cuba)
Remedios, ook bekend als San Juan de los Remedios, is een stad en gemeente gelegen op 3 km van de noordkust van Cuba, in het midden van het eiland. Het is de oudste Spaanse vestiging in de voormalige provincie Las Villas. Tegenwoordig ligt het in de provincie Villa Clara. 
De plaats werd door Isabella II van Spanje tot stad uitgeroepen, toen het eiland nog een kolonie was. Remedios staat bekend als de bakermat van de Parrandas, een van de oudste en grootste traditionele festivals van het Caraïbisch gebied.

## Geografie
Remedios is gelegen op ongeveer vier uur rijden van Havana, en 50 minuten van Santa Clara. Het is minder dan een uur, over een vaste wegverbinding, naar resorts op het eiland Cayo Santa María dat ruim 40 km uit de kust ligt.
In 1980 werd het historisch centrum uitgeroepen tot "Nationaal Monument". In het centrum zijn voorbeelden te vinden van Spaanse architectuur uit de 17e eeuw.

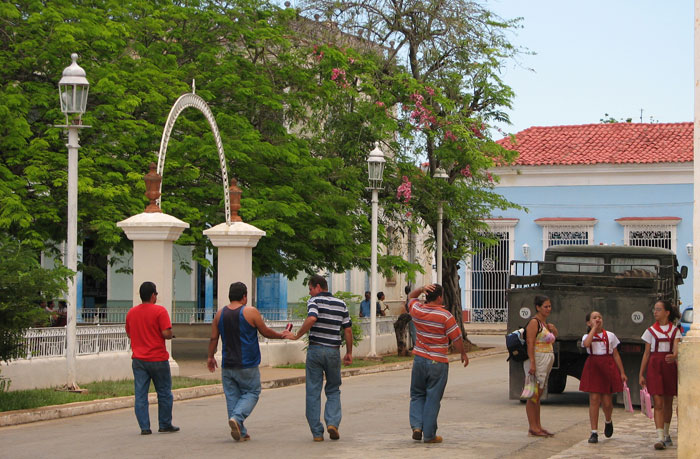
Voetgangers in Remedios

In 2017 telde de gemeente ruim 44.500 inwoners. De oppervlakte van de gemeente bedraagt 560 km² met een bevolkingsdichtheid van 83 mensen per km².

## Geschiedenis

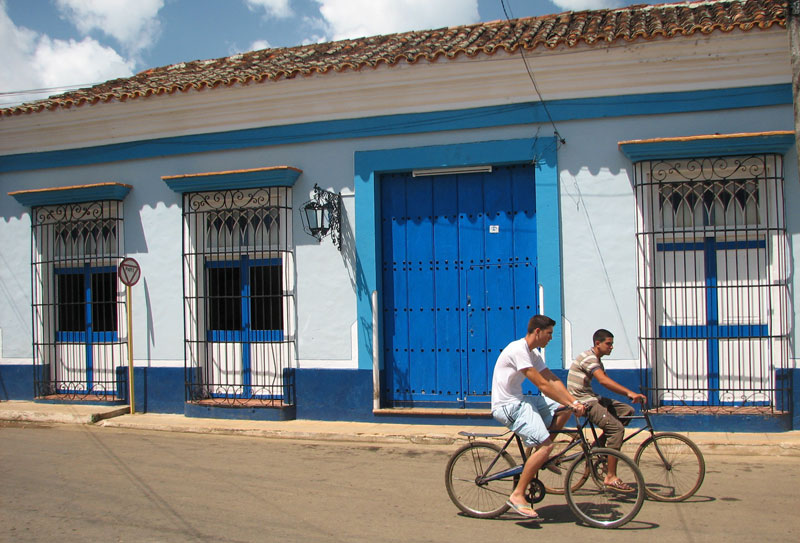
Koloniaal huis in Remedios

Het ontstaan van de plaats wordt gedateerd tussen 1513 en 1524 toen de Spaanse edelman Vasco Porcallo de Figueroa de nederzetting gesticht zou hebben. De enige andere Spaanse vestigingen op Cuba die hieraan voorafgingen, waren Baracoa (1511) en Bayamo (1512). 
De oorspronkelijke naam was Santa Cruz de la Sabana, en vanaf 1578, San Juan de los Remedios de la Sabana del Cayo. In de 16e, 17e en 18e eeuw werden landrechten toegekend aan kolonisten wat een stabiele bevolkingsomvang mogelijk maakte. De economische groei was gebaseerd op landbouw en veeteelt, de streek werd een belangrijke leverancier van rundvlees naar de Spaanse kolonies in Florida.
In 1678 werd de grens tussen Remedios en Sancti Spiritus vastgesteld. Naast veeteelt ontwikkelde zich ook de verbouw van suikerriet, waarvoor slavenarbeid werd gebruikt. Rond de overgang van de 17e naar de 18e eeuw was ook de verbouw van tabak, koffie en cacao op gang gekomen. De geschiedenis van Remedios is duidelijk herkenbaar in het stadscentrum, dat in 1980 werd aangewezen als Nationaal Historisch Monument. De 17e-eeuwse Spaanse architectuur daar is nog intact.

## Bezienswaardigheden

### Iglesia Mayor en Plaza Isabel II

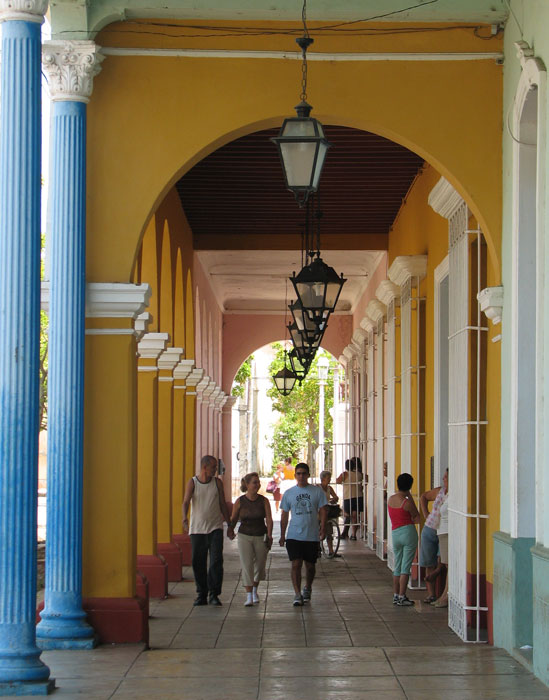
Koloniale gebouwen

De Iglesia Mayor (grote kerk) van San Juan Bautista heeft 13 gouden altaren. In verband met regelmatige overvallen door piraten, was het goud overgeschilderd met witte verf ter bescherming tegen roof. De bekendste piraat die de stad ooit aanviel, was François L'Olonnais.  
Tijdens een renovatie die van 1944 tot 1954 plaatsvond, werd het echte goud onder de verflagen her-ontdekt. Aan de andere kant van het plein staat de Iglesia del Buen Viaje. Remedios is de enige stad in Cuba met twee kerken aan het centrale plein, maar de Iglesia del Buen Viaje wordt niet meer gebruikt. Het plein is gerestaureerd in 1970. Eromheen staan koloniale gebouwen, monumenten, palmbomen en een prieel (gazebo), zoals in veel Cubaanse steden die werden ontworpen naar Spaanse normen.

### Parrandas
Las Parrandas de Remedios is een van de populairste festiviteiten. Het is waarschijnlijk het oudste festival van Cuba en wordt jaarlijks gehouden tussen 16 en 26 december, ook in andere plaatsen. De oorzaak van ontstaan zou gelegen zijn in zorgen van de priester over de afwezigheid van parochianen tijdens de kerstnachtmis. Hij organiseerde avondlijke optochten van kinderen die daarbij ketelmuziek moesten produceren, zodat de bewoners niet konden slapen en geen andere keus hadden dan naar de kerk te gaan. Rond dat luidruchtige initiatief ontwikkelde zich het festival. In Remedios bevindt zich het Parrandas-museum, geopend in 1980 in een 19e-eeuws gebouw. Er worden foto's, documenten en handgemaakte voorwerpen bewaard die te maken hebben met het festival.